# Oslo katedralskole
Schola Osloensis, v norštině známá jako Oslo katedralskole (tj. Katedrální škola), obecněji „Katta“ je střední škola v Oslu, hlavním městě Norska. Oslo Katedralskole je jednou ze čtyři škol v Norsku, jejichž původ lze vysledovat do středověku. V roce 2003 oslavila 850. narozeniny.
Mottem školy je latinská fráze: Non scholae, sed vitae discimus (Nevzděláváme se pro školu, ale pro život), jež je v kontrastu s bývalým heslem: "Non vitae, sed scholae discimus" (Nevzděláváme se pro život, ale pro školu).

## Historie
Podle tradice byla škola založena v roce 1153 papežským legátem kardinálem Nicholasem Breakspearem a byla spravována kanovníky Katedrály svatého Hallvarda. Od svého založení do 18. století sloužila škola v první řadě pro vzdělávání kněží, čili byla od počátku orientována na katolickou církev. Jako ve většině Evropy toho času i zde se studovalo na principu Svobodných umění, které tvořilo sedm různých oborů, které student musel ovládnout. Těchto sedm oborů bylo rozděleno na tzv. Trivium a Kvadrivium. Trivium (latinsky Tři cesty) obsahovaly mluvnici, logiku a rétoriku. Po Triviu následovalo Kvadrivium s aritmetikou, geometrií, hudbou a astronomií. Používaným jazykem byla latina, což vydrželo do 18. století. Na rozdíl od jiných norských škol se zde latina stále vyučuje.
17. století je známo jako "Det lærde århundre" (století učenosti) vzhledem k tomu, že mnoho učitelů bylo zároveň největšími učenci své doby. Poté, co velký požár v roce 1624 zlikvidoval značnou část Osla, bylo nutné přemístit i školu. V nových prostorách byla studentům nabídnuta možnost studia filozofie, fyziky a metafyziky.
Ke konci 18. století došlo k několika reformám v norských latinských školách. Prostor dostal mateřský jazyk. Přírodní vědy se dočkaly větší pozornosti a byly zřízeny školské knihovny. Disciplinární tresty se omezily. Doba osvícenství tak byla implementována. Tradice povinné latiny byla zrušena v roce 1869 a studenti si mohli vybrat mezi tříletým studiem latiny anebo přírodních věd.
Během druhé světové války byla část školských budov zlikvidována německými okupanty, přesto výuka probíhala jako obvykle. Několik profesorů se aktivně uplatňovalo v odboji proti Němcům. Ředitelem je v současnosti Patrick Stark a to od roku 2020.

## Významní absolventi
- Caspar Wessel (1745–1818), matematik
- Niels Henrik Abel (1802–1829), matematik
- Henrik Wergeland (1808–1845), básník
- Edvard Munch (1863–1944), malíř
- Trygve Haavelmo (1911–1999), profesor ekonomie, držitel Nobelovy ceny za ekonomii
- Harald V (* 1937), král Norska
- Arne Treholt (* 1942), diplomat a špion
- Henrik Sahlqvist (* 1946)
- Jostein Gaarder (* 1952), spisovatel
- Erik Solheim (* 1955), norský ministr mezinárodního rozvoje
- Jens Stoltenberg (* 1959), norský premiér
- Ane Dahl Torp (* 1975), herečka